# سلول مخروطی

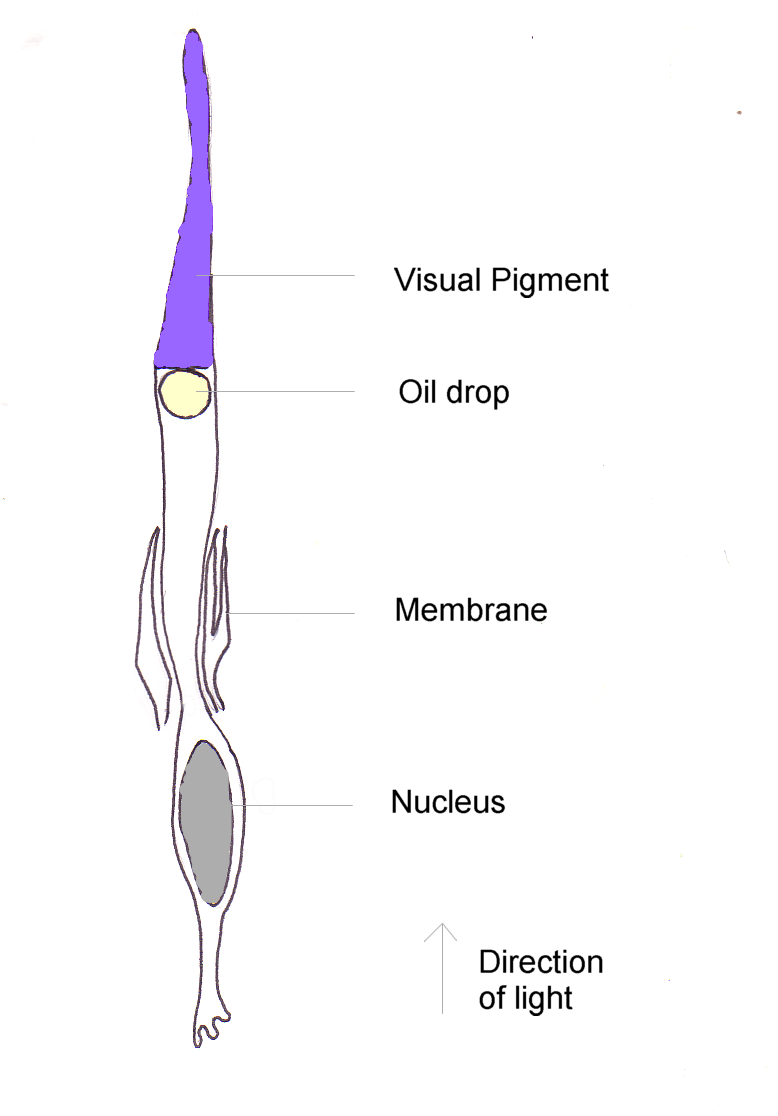
یاختهٔ مخروطی یک پرنده

سلول‌های مخروطی یا مخروط‌ها، یکی از سه نوع سلول گیرنده نور شبکیه چشم پستانداران می‌باشند (به‌عنوان نمونه چشم انسان). وظیفه این سلول‌ها - برخلاف سلول‌های استوانه‌ای که در نور کم کارایی بهتری دارند – دید رنگی و عملکرد بهتر در نور نسبتاً درخشان است. این یاخته‌ها به صورت فشرده‌ای در گوده مرکزی بسته‌بندی شده‌اند؛ منطقه‌ای به قطر ۰٫۳ میلی‌متر خالی از سلول میله‌ای با مخروطی‌هایی با ضخامت بسیار کم و فشرده بسته‌بندی شده که با پیشروی به سمت محدوده شبکیه چشم به سرعت از تعدادشان کاسته می‌شود. تقریباً ۶ تا ۷ میلیون مخروطی در چشم یک انسان وجود دارند و با پیشروی در جهت لکه زرد به شدت متمرکز می‌شوند. این تقریب در سال ۱۹۳۵توسط فردی بنام Osterberg کشف شد. دفتر یادداشت Oyster ۱۹۹۹ با اشاره به همکاری با (Curcio (1995 رقمی متوسط حدود ۴٫۵ میلیون سلول مخروطی و ۹۰ میلیون سلول استوانه‌ای در شبکهٔ چشم انسان را نشان می‌دهد.
مخروطی‌ها نسبت به سلول‌های استوانه‌ای شبکیه چشم (که از دید در شرایط کم نور پشتیبانی می‌کنند) کمتر به روشنایی حساس اند، اما ادراک رنگ را ممکن می‌کنند. همچنین مخروطی‌ها قادر به درک جزئیاتِ بهتر و تغییرات سریع تصاویر هستند، زیرا نسبت به استوانه‌ای‌ها پاسخگویی و واکنش سریعتری به محرک‌ها دارند. به‌طور معمول مخروطی‌ها یکی از سه نوع سلول‌های فتوگرامتراند که هر یک، رنگدانهٔ متفاوتی دارند: مخروطی‌های M ,S و L. بنابراین هر مخروطی به ترتیب به موج نور قابل رویت با طول‌موج کوتاه، طول‌موج متوسط و طول‌موج بلند حساس‌اند. از آن‌جایی که چشم انسان سه نوع مخروطی با طول‌موج‌های متفاوت دارد -که هر یک منحنی واکنش متفاوتی دارند و به تغییر رنگ‌ها با طول‌موج متفاوت واکنش نشان می‌دهند – بنابراین دید سه رنگی دارد. کور رنگی می‌تواند این امر را تغییر دهد. گزارش‌هایی از افرادی با تعداد مخروطی‌های ۴ یا بیشتر نیز تأیید شده‌است که دید چهار رنگی داشته‌اند. برای این افراد، سه رنگ‌دانه مسئول شناسایی روشنایی به سبب جهش ژنتیکی در ترکیب شیمیایی مشابه، متفاوت بوده‌است. افراد متفاوت، مخروطی‌هایی با حساسیت رنگ متفاوتی خواهند داشت. در ضمن، تخریب سلول‌های مخروطی به سبب بیماری موجب کور رنگی می‌شود.

## ساختار

### انواع
به‌طور معمول انسان سه نوع مخروطی دارد. اولین آن‌ها بیشتر به نور با طول‌موج بلند با طول تقریبی ۵۶۰ نانومتر واکنش نشان می‌دهد؛ از حرف L برای نمایش آن
استفاده می‌شود. دومین آن‌ها بیشتر به نور با طول‌موج متوسط با طول تقریبی ۵۳۰ نانومتر واکنش نشان می‌دهد؛ از حرف اختصار M برای نمایش آن استفاده می‌شود. سومین آن‌ها بیشتر به نور با طول‌موج کوتاه با طول تقریبی ۴۲۰ نانومتر واکنش نشان می‌دهد؛ از حرف S برای نمایش آن استفاده می‌شود. هر سه نوع به ترتیب طول‌موج‌های تقریبی بین ۵۶۴ تا ۵۸۰ نانومتر، ۵۳۴ تا ۵۴۵ نانومتر و ۴۲۰ تا ۴۴۰ نانومتر دارند.
با وجودی که نوعی ترکیبی از سلول‌های دوقطبی کشف شده‌است که به هر دو سلول میله‌ای و مخروطی متصل است، سلول‌های دوقطبی غالباً ورودی خود را از سلول‌های مخروطی دریافت می‌کنند.

### شکل و ترتیب

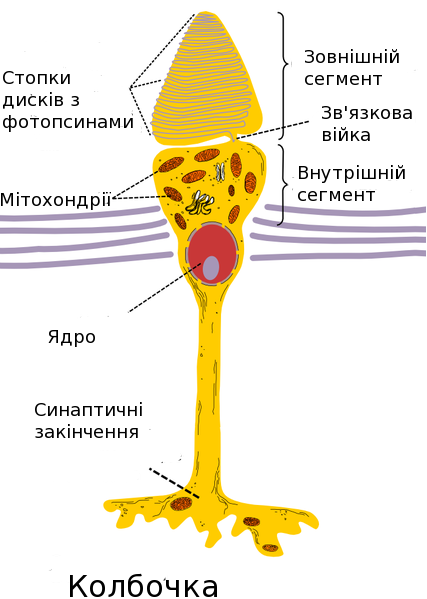
ساختار سلول مخروطی

سلول های مخروطی از سلول‌های میله‌ای کمی کوتاه‌ترند، اما عریض‌تر و باریک‌تر بوده و در بیشتر نقاط شبکیه بسیار کمتر از سلول‌های میله‌ای می‌باشند. اما تعداد میله ای‌ها در گوده بیشتر است. ساختاراً، سلول‌های مخروطی، ظاهری شبیه به مخروط در انتهایی که رنگدانه نور ورودی را فیلتر می‌کند دارند که به آن‌ها منحنی‌های واکنش متفاوتی می‌دهد. طول معمول آن‌ها بین ۴۰ تا ۵۰ میکرومتر است و قطرشان از ۰٫۵ تا ۴٫۰ میکرومتر متغیر است که همین امر سبب شده که کوچک‌ترین و فشرده‌ترین بسته‌های مرکز چشم در گوده باشند. فاصله مخروط S کمی بزرگتر از بقیه است.
نوررنگ‌بری را می‌توان برای شناسایی ترتیب مخروطی‌ها بکار برد. این امر با آشکارسازی بخش سازگار با تاریکی شبکیه روی یک طول‌موج مشخص از روشنایی انجام می‌شود که بخش مشخصی از مخروطی را که به آن طول‌موج حساس است به مدت ۳۰ دقیقه از قابلیت سازگاری با تاریکی بیحس می‌کند که این عمل زمانی که عکس‌برداری از شبکیه صورت می‌گیرد باعث پدیداری آن به رنگ سفید در تضاد با مخروطی‌های سازگار با تاریکی خاکستری می‌شود. نتایج حاکی از آن هستند که مخروطی‌های S به صورت اتفاقی قرار گرفته‌اند و کمتر به کرار مخروطی‌های M و L ظاهر می‌شوند. نسبت مخروطی‌های M و L بین افراد با دید عادی و نرمال به‌طور عظیمی متنوع اند (به‌عنوان مثال مقادیر % L ۷۵٫۸ با % M ۲۰٫۰ در برابر مقادیر % L ۵۰٫۶ و % M ۴۴٫۲در دو مورد مذکر).
همانند میله ای‌ها، هر سلول مخروطی یک ترمینال سیناپسی، که یک بخش داخلی است، یک بخش بیرونی بعلاوه هسته داخلی و میتوکندری‌های مختلف دارد. ترمینال سیناپسی یک سیناپس با نورون را همانند یک سلول دوقطبی شکل می‌دهد. بخش‌های داخلی و بیرونی توسط یک مژک بهم متصل‌اند. بخش داخلی شامل اندام‌ها و سلول‌های هسته است و بخش بیرونی – که به جهت پشت چشم اشاره می‌کند – شامل مواد جذب روشنایی می‌باشد.
برخلاف میله ای‌ها، بخش‌های بیرونی مخروطی‌ها در هم گیرکردگی غشاء سلولی‌شان را دارند که توده دیسک‌های غشایی را ایجاد می‌کنند. Photopigment-ها به‌عنوان پروتئین‌های ترانس مغناطیسی درون دیسک‌ها وجود دارند که سطح منطقه بیشتری را برای نور فراهم می‌کنند تا روی رنگدانه‌ها تأثیر بگذارند. در مخروطی‌ها، این دیسک‌ها به غشاء بیرونی وصل اند درحالی‌که در میله‌ای‌ها خارج از غشاء و مجزا می‌باشند. نه میله‌ای‌ها و نه مخروطی‌ها جدا نمی‌شوند، اما دیسک‌های غشاییشان، در انتهای بخش بیرونی فرسوده و سابیده می‌شود تا توسط سلول‌های بیگانه‌خوار مصرف و بازیافت شوند.

## عملکرد
تفاوت سیگنال‌های دریافتی از سه نوع مخروطی به مغز اجازه می‌دهد تا توسط پروسه مخالف دید رنگی یک بازه پیوسته از رنگ‌ها را درک کند. (سلول‌های میله‌ای سطح حساسیت ۴۹۸ نانومتر دارند که به سختی به نصف سطح حساسیت مخروطی‌های S و M می‌رسد) تمامی گیرنده‌ها شامل پروتئین فوتوشاپ می‌شوند که با تغییرات در ترکیباتشان سبب تفاوت‌های طول‌موج‌های بهینه جذب شده می‌شوند. به‌عنوان نمونه رنگ زرد، زمانی درک می‌شود که مخروطی‌های L کمی بیشتر از مخروطی‌های M تحریک شوند، و رنگ قرمز زمانی درک می‌شود که مخروطی‌های L به‌طور قابل ملاحظه‌ای بیشتر از مخروطی‌های M تحریک شوند. به‌طور مشابهی، رنگ‌های آبی و بنفش زمانی درک می‌شوند که گیرنده‌های S بیشتر تحریک شوند. مخروطی‌ها بیشتر به نور طول‌موج‌هایی در محدوده ۴۲۰ نانومتر حساس‌اند. با این حال، لنز و قرنیه چشم انسان به‌طور فزاینده‌ای جذب طول‌موج‌های کوتاهتر می‌شود و این امر حد طول‌موج کوتاه نور قابل رویت انسان را تقریباً به ۲۸۰ نانومتر می‌رساند که بنابراین نور فرابنفش نامیده می‌شود. افراد با آفاکیا، شرایطی که چشم فاقد لنز است، بعضاً گزارشی مبنی بر قابلیت دیدن درون بازه فرابنفش را می‌دهند. به‌طور متوسط برای سطوح نور روشن که مخروطی‌ها عمل می‌کنند، چشم بیشتر به نور سبز مایل به زرد حساستر از بقیه رنگ‌هاست زیرا این نور دو نوع مخروطی متداول (M و L) از سه مخروطی را تقریباً به‌طور برابر تحریک می‌کند. در سطوح پایینتر نور، که تنها سلول‌های میله‌ای عمل می‌کنند، حساسیت در طول‌موج سبز مایل به آبی بیشتر است. همچنین مخروطی‌ها مایل به داشتن دید شدیداً عالی هستند زیرا هر مخروطی ارتباط مستقل خود را با اعصاب چشم دارد و بنابراین مخروطی‌ها زمان ملایمتری دارند که نشان دهنده جدایی دو محرک است. اتصال مجزا در لایه شبکیه داخلی بنا شده‌است و بنابراین هر اتصال موازی و برابر است.
همچنین واکنش سلول‌های مخروطی به نور با بالا رفتن در جهتی که نور را از مرکز مردمک چشم دریافت می‌کند غیر یکنواخت است؛ این تأثیر، اثر Stiles-Crawford نام دارد.

### رنگ بعد از تصویر
حساسیت تحریک طولانی مدت طی زمان کاهش می‌یابد و به سمت انطباق عصبی می‌رود. یک اثر جالب زمانی که به رنگ مشخص به مدت یک دقیقه یا بیشتر خیره شوید پدیدار می‌شود. این عمل به خستگی سلول‌های مخروطی به رنگ حاصل از بعد از تصویر ختم می‌شود.

## اهمیت بالینی
یکی از بیماری‌های مرتبط با سلول‌های مخروطی شبکیه، رتینوبلاستوما است. رتینوبلاستوما یک سرطان نادر در شبکیه است که توسط جهش هر دو کپی ژن‌های رتینوبلاستوما به وجود می‌آید (RB1). اغلب موارد رتینوبلاستوما در سنین نخست کودکی پدیدار می‌شوند. یک یا هر دوی چشم‌ها ممکن است دچار این بیماری شوند. پروتئین کدگذاری شده توسط ،RB1 به‌طور عادی یک مسیر انتقال را حین کنترل فرایند چرخه سلولی تنظیم می‌کند. بنظر رتینوبلاستوما از سلول‌های پیشرو مخروطی حاضر در شبکیه که شامل شبکه سیگنال‌های عصبی است که مرگ سلول را محدود می‌کند و بقای سلول را پس از از دست دادن RB1 ترفیع می‌کند یا هر دو کپی RB1 را جهش می‌دهد، سرچشمه می‌گیرد. مشخص شده‌است که TRβ۲، عامل رونویسی که به‌طور خاصی به مخروطی‌ها وابسته است، برای بازسازی سریع و وجود سلول رتینوبلاستوما ضروری است. دارویی که می‌تواند برای درمان این بیماری مفید باشد ژن murine double minute 2) MDM2) است. مطالعات مجزا نشان می‌دهند که ژن ،MDM2 آپوپتوز القا شده ARF در سلول‌های رتینوبلاستوما را خفه می‌کند و اینکه MDM2 برای بقای سلول‌های مخروطی ضروری است. در حال حاضر مشخص نیست که چرا در انسان رتینوبلاستوما به غیرفعال کردن RB1 حساس است. ممکن است مردمک سفید شود یا نقاط سفید داشته باشد. سفیدی درخشان به‌جای قرمزی چشم معمول، در عکس‌ها اغلب زمانی که عکس با فلش گرفته شود دیده می‌شود و مردمک سفید یا ناهموار ظاهر می‌شود. علائم دیگر می‌تواند شامل چشم‌های منقطع، دید دوگانه، چشمهایی که تراز نمی‌شوند، تیری یا قرمزی چشم، دید ضعیف یا تنوع رنگ عنبیه
در هر چشم باشد. اگر سرطان گسترش یابد ممکن است درد استخوان و دیگر علائم پدیدار شوند.